# Okręg wyborczy Blaxland
Okręg wyborczy Blaxland (ang. Division of Blaxland) – jednomandatowy okręg wyborczy do Izby Reprezentantów Australii, położony w zachodniej części Sydney. Został utworzony w 1949 roku, jego patronem jest eksplorator Gregory Blaxland. Okręg jest absolutnym bastionem Australijskiej Partii Pracy, która w dotychczasowej historii ani razu nie przegrała w nim wyborów. 

## Lista posłów
| lata urzędowania | osoba          | przynależność             |
| ---------------- | -------------- | ------------------------- |
| 1949-1969        | Jim Harrison   | Australijska Partia Pracy |
| 1969-1996        | Paul Keating   | Australijska Partia Pracy |
| 1996-2007        | Michael Hatton | Australijska Partia Pracy |
| od 2007          | Jason Clare    | Australijska Partia Pracy |

źródło: 

## Dawne granice

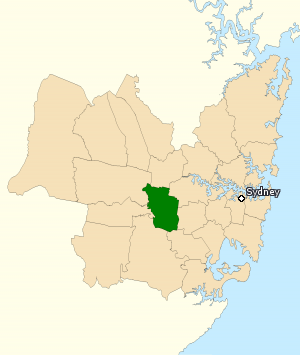
Okręg w granicach z 2010 roku